# Рожанець (Люблінське воєводство)
Рожанець (пол. Różaniec, Ружанець) — село в Польщі, у гміні Тарногород Білґорайського повіту Люблінського воєводства. Населення — 1479 осіб (2011).

## Історія
1565 року вперше згадується православна церква в селі.
За даними етнографічної експедиції 1869—1870 років під керівництвом Павла Чубинського, у селі переважно проживали римо-католики, меншою мірою — православні українці, населення здебільшого розмовляло українською мовою.
У міжвоєнні 1918—1939 роки польська адміністрація в рамках великої акції руйнування українських храмів на Холмщині і Підляшші знищила місцеву православну церкву.
У 1975—1998 роках село належало до Замойського воєводства.

## Населення
Демографічна структура станом на 31 березня 2011 року:
|          | Загалом | Допрацездатний вік | Працездатний вік | Постпрацездатний вік |
| -------- | ------- | ------------------ | ---------------- | -------------------- |
| Чоловіки | 731     | 142                | 496              | 93                   |
| Жінки    | 748     | 141                | 409              | 198                  |
| Разом    | 1479    | 283                | 905              | 291                  |